# Chopok
Chopok (2.024 m) este al treilea vârf cel mai înalt al lanțului muntos Tatra Mică (imediat după munții Ďumbier și Štiavnica vecini) din centrul Slovaciei. Vârful oferă o vedere panoramică asupra masivului Tatra Mare, regiunii Liptov și văii râului Hron. O cabană (numită Kamenná chata) se află în apropierea vârfului, aceasta este situată la o altitudine de 1985 m. Este un loc popular pentru turismul de iarnă și de vară. În apropiere se află o stație meteorologică, ale cărei măsurători au început la 1 decembrie 1954.

## Acces
Chopok este situat pe poteca europeană E8, între vârfurile Ďumbier și Dereše. Pe lângă această potecă în direcția est-vest, muntele poate fi urcat urmând traseele de drumeție fie dinspre nord (dinspre valea Demänovská Dolina), fie dinspre sud (de la stațiile de autobuz Trangoška și Srdiečko). Cele mai înalte puncte accesibile prin telescaun sunt Chopok úboč (1834 m) pe versantul nordic și Kosodrevina (1494 m) pe versantul sudic.  

## Climat
Temperatura medie este de -1 ° C (30 ° F), cea mai ridicată temperatură înregistrată este de 18 ° C (66 ° F) și cea mai scăzută temperatură înregistrată este de -27 ° C (-18 ° F). Temperatura medie în ianuarie este de -8 ° C (17 ° F) și în iulie este de  6 ° C (44 ° F). Dintre toți munții din Slovacia, aici bate cel mai tare vântul. Viteza medie este de 9,3 m/s, iar viteza maximă a vântului a fost măsurată ca fiind de 51 m/s la 14 aprilie 1988, viteză care este echivalentă cu 184 km/h. Precipitațiile medii anuale sunt de 1034 mm, cu o maximă zilnică de 70,8 mm la 1 august 1986.

## Schi
Pârtiile de nord și de sud se clasează printre cele mai bune terenuri de schi din Slovacia. Există trei zone de schi pe versantul nordic, cu 21 km de piste de schi pregătite, două telecabine, cinci telescaune și zece teleschiuri. Pârtia sudică are un telescaun și șase teleschiuri.  Muntele este popular pentru freeskiing. În plus, centrul de schi Jasná este situat la baza nordică a vârfului Chopok, iar stațiunile de schi Srdiečko și Tále la baza sa sudică. 